# Elezione imperiale del 1792

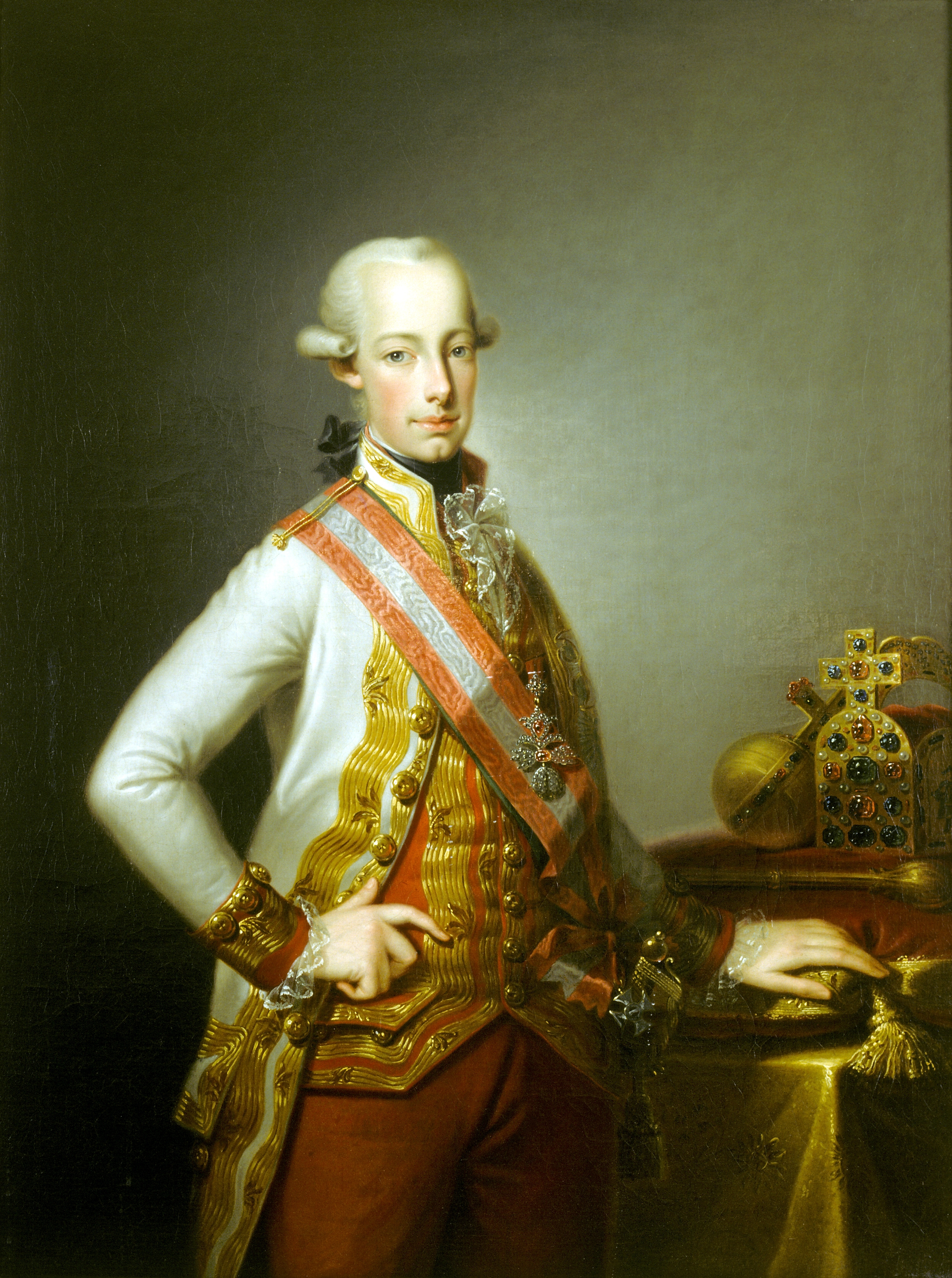
L'imperatore Francesco II d'Asburgo-Lorena.

L'elezione imperiale del 1792 si è svolta a Francoforte sul Meno il 5 luglio 1792. Fu l'ultima elezione prima dello scioglimento del Sacro Romano Impero, avvenuto nel 1806.

## Contesto storico
L'imperatore Leopoldo II d'Asburgo-Lorena si spense il 1º marzo 1792. Suo figlio Francesco gli successe nel governo dei domini ereditari degli Asburgo e il 20 aprile, prima ancora di essere stato eletto imperatore, ricevette la dichiarazione di guerra della Francia rivoluzionaria, per via dell'appoggio che Leopoldo aveva garantito a Luigi XVI tramite la dichiarazione di Pillnitz.

## Principi elettori
| Principe elettore | Principe elettore                | Titolo elettorale          | Altri titoli                                          | Confessione |
| ----------------- | -------------------------------- | -------------------------- | ----------------------------------------------------- | ----------- |
|                   | Friedrich Karl Josef von Erthal  | Arcivescovo di Magonza     | Vescovo di Worms                                      | Cattolico   |
|                   | Clemente Venceslao di Sassonia   | Arcivescovo di Treviri     | Vescovo di Augusta                                    | Cattolico   |
|                   | Massimiliano d'Asburgo-Lorena    | Arcivescovo di Colonia     | Vescovo di Münster Gran maestro dell'Ordine teutonico | Cattolico   |
|                   | Francesco II d'Asburgo-Lorena    | Re di Boemia               | Arciduca d'Austria Re d'Ungheria                      | Cattolico   |
|                   | Carlo Teodoro di Baviera         | Duca di Baviera            | Conte Palatino del Reno                               | Cattolico   |
|                   | Federico Augusto III di Sassonia | Duca di Sassonia           |                                                       | Cattolico   |
|                   | Federico Guglielmo II di Prussia | Margravio di Brandeburgo   | Re di Prussia                                         | Calvinista  |
|                   | Giorgio III di Hannover          | Duca di Brunswick-Lüneburg | Re di Gran Bretagna Re d'Irlanda                      | Anglicano   |

## Esito
Francesco II venne eletto imperatore il 5 luglio 1792 e fu incoronato nel Duomo di Francoforte sul Meno il 14 luglio. Nonostante lo scioglimento dell'Impero nel 1806, Francesco poté mantenere la dignità imperiale grazie al nuovo titolo di imperatore ereditario d'Austria, che trasmise ai suoi successori.